# محمود بهرامی
محمود بهرامی (زادهٔ ۱۴ خرداد ۱۳۱۶–درگذشتهٔ ۱۵ تیر ۱۳۸۹) بازیگر سینما و تلویزیون اهل ایران بود. آغاز فعاليت هنری وی از سال ۱۳۳۴ با قصه‌نویسی در نشريات مختلف بود و بازی در سینما را از سال ۱۳۵۰ با فیلم صمد و قالیچه حضرت سلیمان اثر پرویز صیاد شروع كرد.

## زندگی هنری
محمود بهرامی که متولد ۱۳۱۶ خورشیدی در شهر تویسرکان بود. آغاز فعالیت هنری وی از سال ۱۳۳۴ با قصه‌نویسی در نشریات مختلف بود. بهرامی بازیگری در سینما را از سال ۱۳۵۰ شروع کرد. یکی از نخستین تجربه‌های سینمایی او بازی در فیلم خواستگار (علی حاتمی ۱۳۵۱) بود.
او قبل از انقلاب در مجموعه تل صمد ایفاگر نقش «سیامک» بود. بازی در فیلم‌های صمد به مدرسه می‌رود (پرویز صیاد، ۱۳۵۱)، خانه قمرخانم (بهمن فرمان‌آرا، ۱۳۵۱)، اسرار گنج دره جنی (ابراهیم گلستان، ۱۳۵۳) و زنبورک (فرخ غفاری) از دیگر فیلم‌های پیش از انقلاب است که محمود بهرامی در آن‌ها بازی کرد.
محمود بهرامی پس از انقلاب نیز در فیلم‌های فراوانی از جمله مسافران مهتاب (ساختهٔ مهدی فخیم‌زاده)، سال‌های خاکستری (ساختهٔ مهدی صباغ‌زاده)، جیب‌برها به بهشت نمی‌روند (ساختهٔ ابوالحسن داوودی) و گاهی به آسمان نگاه کن (ساختهٔ کمال تبریزی) بازی کرد. وی همچنین نویسنده و شاعری توانا بود و دو کتاب او به نامهای دو کلوم حرف حساب (انتشارات جزیل - ۱۳۷۹) و انگیزه‌ای به نام عشق (نشر مجید-۱۳۷۹) حاوی داستانهای کوتاه و خاطرات هنرمند است. ایشان دارای تألیفات دیگری نیز بوده و همچنین از کارمندان بازنشسته سازمان هواشناسی است.
از آخرین فعالیت‌های تلویزیونی او می‌توان به تله‌فیلم جفت پوچ و سریال زن بابا اشاره کرد. ازدواج در وقت اضافه نیز آخرین کار بازیگری وی بود که در سینماها اکران شد.

## درگذشت
محمود بهرامی سابقه پیوند کلیه و از این بابت ناراحتی داشت. او به خاطر عفونت ریه سه هفته در بخش‌های عمومی بیمارستان شهید لبافی‌نژاد و ده روز نیز در بخش مراقبت‌های ویژه این بیمارستان بستری شد.
وی به دلیل عفونت ریوی در سه‌شنبه ۱۵ تیر ۱۳۸۹ در بیمارستان لبافی‌نژاد تهران در ۷۳ سالگی درگذشت. مراسم تشییع پیکر این هنرمند پنج‌شنبه ۱۷ تیر از ساختمان شماره ۲ خانه سینما به سمت قطعه هنرمندان برگزار شد. بهرامی در قطعه ۸۸ (قطعه هنرمندان بهشت زهرا) به خاک سپرده شد.

## فیلم‌شناسی

### سینمایی[۱]
- سه نفر روی یک خط (۱۳۸۹)
- نفر دهم (۱۳۸۸)
- ازدواج در وقت اضافه (۱۳۸۸)
- آقای هفت‌رنگ (۱۳۸۷)
- اگه می‌تونی منو بکش (۱۳۸۶)
- اگه می‌تونی منو بگیر (۱۳۸۵)
- راننده تاکسی (۱۳۸۵)
- چند می‌گیری گریه کنی(۱۳۸۴)
- قلقلک (۱۳۸۴)
- اسپاگتی در هشت دقیقه (۱۳۸۳)
- بله برون (۱۳۸۲)
- سیزده گربه روی شیروانی (۱۳۸۲)
- گاهی به آسمان نگاه کن (۱۳۸۱)
- بازیگر (۱۳۷۸)
- شهردار مدرسه (۱۳۷۶)
- ماه پیشونی (۱۳۷۴)
- من زمین را دوست دارم (۱۳۷۲)
- جیب‌برها به بهشت نمی‌روند (۱۳۷۰)
- مخترع ۲۰۰۱ (۱۳۷۰)
- رنو تهران - ۲۹ (۱۳۶۹)
- بازی تمام شد (۱۳۶۸)
- دستمزد (۱۳۶۸)
- سال‌های خاکستر (۱۳۶۷)
- خارج از محدوده (۱۳۶۶)
- مسافران مهتاب (۱۳۶۶)
- مدار بسته (۱۳۶۴)
- پیک جنگل (۱۳۶۲)
- زلزله دوم (۱۳۵۶)
- زنبورک (۱۳۵۴)
- اسرار گنج درهٔ جنی (۱۳۵۳)
- صمد آرتیست می‌شود (۱۳۵۳)
- مسلخ (۱۳۵۳)
- بدکاران (۱۳۵۲)
- تنگسير (١٣٥٢)
- صمد به مدرسه می‌رود (۱۳۵۲)
- خانه قمرخانم (۱۳۵۱)
- خواستگار (۱۳۵۱)
- صمد و سامی، لیلا و لیلی (۱۳۵۱)
- مرغ تخم طلا (۱۳۵۱)
- تولدت مبارک (۱۳۵۱)
- صمد و قالیچه حضرت سلیمان (۱۳۵۰)
- سه قاپ (۱۳۵۰)

### مجموعه‌های تلویزیونی
| سال       | نام                   | کارگردان                                                    | توضیحات |
| --------- | --------------------- | ----------------------------------------------------------- | --- |
| ۱۳۸۹      | زن‌بابا                | سعید آقاخانی                                                | شبکه ۳ |
| ۱۳۸۸      | تله‌فیلم «به روح پدرم» | سید جواد رضویان                                             | شبکه ۱ |
| ۱۳۸۸      | تله‌فیلم «جفت پوچ»     | سعید نگارچی                                                 | |
| ۱۳۸۸      | تاکسی شانس            | سعید سالارزهی                                               | ابتدا برای «شبکه آفتاب» (شبکه استان مرکزی) ساخته شد و در سال ۱۳۸۹ از شبکه دو سیما هم پخش گردید.              |
| ۱۳۸۸      | عید امسال             | سعید آقاخانی                                                | نوروز ۱۳۸۸                                                                                                   |
| ۱۳۸۷      | تله‌فیلم «پاپوش»       | اسماعیل فلاح‌پور                                             | شبکه ۳ |
| ۱۳۸۷      | بزنگاه                | رضا عطاران                                                  | |
| ۱۳۸۶      | یک وجب خاک            | علی عبدالعلی‌زاده                                            | |
| ۱۳۸۵      | قرارگاه مسکونی        | سید جواد رضویان                                             | نوروز ۸۶ شبکه پنج                                                                                            |
| ۱۳۸۵      | برج عاج               | علیرضا اخلاقی                                               | محصول سیمای مرکز فارس                                                                                        |
| ۱۳۸۴      | متهم گریخت            | رضا عطاران                                                  | رمضان ۱۳۸۴                                                                                                   |
| ۱۳۸۳      | فرار بزرگ             | محمدحسین لطیفی                                              | |
| ۱۳۸۳      | خانه به دوش           | رضا عطاران                                                  | رمضان ۱۳۸۳                                                                                                   |
| ۱۳۸۲      | فوتبالیست‌ها           | سعید روحی                                                   | شبکه ۲ |
| ۱۳۸۲      | رانت‌خوار کوچک         | حسین سهیلی‌زاده                                              | شبکه تهران                                                                                                   |
| ۱۳۸۲      | رؤیای ناتمام          | جواد اردکانی                                                | |
| ۱۳۷۹      | ماجراهای خانه قدیمی   | اسماعیل میهن‌دوست                                            | شبکه اول سیما                                                                                                |
| ۱۳۷۸–۱۳۷۹ | محله باصفا            | احمد قربانی محمد اوزی میثم محیط‌فراتی                        | از سیمای خانواده پخش می‌شد.                                                                                   |
| ۱۳۷۸      | فردا آفتابی است       | مسعود رشیدی                                                 | شبکه دو سیما                                                                                                 |
| ۱۳۷۸      | هتل پیاده‌رو           | بهمن زرین‌پور                                                | در نوروز ۷۸ از شبکه یک پخش شد.                                                                               |
| ۱۳۷۷      | ماجراهای خانه قدیمی   | اسماعیل میهن دوست                                           | شبکه اول سیما                                                                                                |
| ۱۳۷۶      | عروسی ۷۷              | مهرداد پوراحمد                                              | در نوروز ۷۷ از شبکه یک پخش شد.                                                                               |
| ۱۳۷۵      | آشیانه فاخته          | محمدباقر خسروی                                              | شبکه اول سیما                                                                                                |
| ۱۳۷۵      | فروشگاه               | احمد بهبهانی                                                | شبکه سوم سیما                                                                                                |
| ۱۳۷۴      | فراری                 | ناصر محمدی                                                  | هر روز ظهر در برنامه سیمای خانواده پخش می‌شد.                                                                 |
| ۱۳۷۴      | جدی نگیرید            | صادق عبداللهی سعید توکل                                     | شبکه سه سیما                                                                                                 |
| ۱۳۷۲      | خانواده حمزه‌علی خان   | محمدباقر خسروی                                              | شبکه اول سیما                                                                                                |
| ۱۳۷۰–۱۳۷۱ | تعطیلات نوروزی        | خسرو ملکان                                                  | در نوروز ۱۳۷۱ از شبکه ۱ پخش شد.                                                                              |
| ۱۳۶۹      | عطر گل یاس            | بهمن زرین‌پور                                                | پخش از شبکه اول سیما                                                                                         |
| ۱۳۶۸      | ازدواج پر ماجرا       | منوچهر پوراحمد                                              | در نوروز ۱۳۶۹ از شبکه ۱ پخش شد                                                                               |
| ۱۳۶۷      | جنگ ۶۸                | صادق عبداللهیمحمد اوزی                                      | در نوروز ۶۸ پخش شد                                                                                           |
| ۱۳۵۶      | ایتالیا ایتالیا       | نوذر آزادی                                                  | در نقش اسیدر نوروز ۵۷ از تلویزیون ملی ایران پخش شد                                                           |
| ۱۳۵۶      | خسرو میرزای دوم       | نصرت کریمی                                                  | |
| ۱۳۵۵      | مرد اول               | پرویز کاردان                                                | |
| ۱۳۴۶–۱۳۴۹ | سرکار استوار          | منصور پورمند پرویز کاردان پرویز صیاد                        | این سریال، نزدیک به ۲۰۰ قسمت داشت و پخش آن از اواسط سال ۱۳۴۶ آغاز شد و پس از وقفه‌ای، تا سال ۱۳۴۹ ادامه داشت. |
| ۱۳۴۷      | خانه قمرخانم          | محمدعلی کشاورز فخری خوروش سهراب اخوان محسن هرندی برهان آزاد | پخش این سریال از مهر ماه سال ۱۳۴۸ آغاز شد و آخرین قسمت آن، شب چهارشنبه ۱۴ مهر ماه ۱۳۵۰ به نمایش درآمد.       |
| ۱۳۴۷      | سرزمین افتخار         | شجاع‌الدین مصطفی‌زاده                                         | در نقش «کاوه آهنگر»                                                                                          |

### شبکه خانگی
| سال  | نام            | سمت    | کارگردان      | توضیحات           |
| ---- | -------------- | ------ | ------------- | ----------------- |
| ۱۳۸۹ | با من شوخی نکن | بازیگر | محسن منشی‌زاده | پخش در شبکه خانگی |